# 彌海砂
彌海砂（あまね ミサ）是大場鶇和小畑健所合著的日本漫畫《死亡筆記本》及其改編作品中的一位虛構角色。她是著名模特兒。她尋找連環殺手奇樂（夜神月）並支持他消除罪犯、建立新世界的理想。她從死神雷姆手中取得死亡筆記本——一本允許任何人只要透過知道對方的姓名及長相就能殺死對方的筆記本——同時、她與雷姆進行交易以協助夜神月，她接受了死神之眼、讓她只要看著人臉就能得知該人姓名。雖然海砂非常愛夜神月，但夜神月只是在利用她。

## 設計
大場鶇表示早在連載開始前就決定好要設計第二個奇樂，而且必須是可愛的女性，因為只有男性的故事太無聊了。由於夜神月絕對不可能交換眼睛，因此需要有角色來使用死神之眼，而會進行交易的角色必須是行動力強、但不聰明的；而且這個角色必須深愛著月，才能受月的控制。海砂的性格就是在上述的條件下被設計出來的。
大場決定讓海砂在南空直美死後登場，他和小畑健很自然地有了哥德蘿莉這個共識，因為與死神界的世界觀相符合。不過太過頭的哥德蘿莉會讓人退避三舍，因此只是適度。在第33話中，拘束海砂的場景有踰越少年雜誌尺度的危險，因此將標題放在畫面中間予以緩和。大場對此表示意外。
當尼亞和梅洛登場、而海砂變成超級偶像時，大場決定將海砂的風格改得更大眾化。當被問到哪個角色最難畫時，小畑選擇海砂，因為他無法理解「為了心愛的人什麼都願意做」的想法。
在漫畫中，海砂穿著十架苦像外型的首飾，改編動畫中將其刪除。
在為主要角色分配主題色彩時，分配給海砂的顏色是粉紅色和黑色。

## 劇情表現
海砂是一位知名模特兒、歌手和演員。由於月殺死了當年殺死自己雙親的強盜，因此她非常感謝月，當她第一次見到月時便對他一見鍾情。佔有慾強，天真單純。雖然她擁有如同月一樣的筆記本，還擁有比月更強的力量，但她只想協助月的計劃、也可以為了他放棄筆記本的所有權。月打從心裡只是在利用她。
在故事中、海砂曾經因為傑拉斯和雷姆這兩位死神捨命襄助而二度延壽，也曾因為兩度交易眼睛而使剩餘壽命二度減半。海砂的筆記本來自於傑拉斯，他是暗中愛慕著海砂的死神，看見海砂被人襲擊、便將該人殺死。由於死神如果救人性命就會讓自己死亡，因此傑拉斯死了，見證一切的雷姆把他的筆記本取走、交給海砂。
在故事最後，海砂被月留在帝東飯店裡。根據作者推測，可能是松田或其他人走漏月的死訊，而得知死訊的海砂在隔年的情人節自盡。

## 反響
動畫新聞網的Briana Lawrence認為，雖然海砂是典型的「在主角身邊的惱人女孩」，但身為一個普通人的她出現在天才環伺的對決裡，反而會使狀況變得更複雜，夜神月必須分出心思去注意海砂，這種戒備的態度形同、或更甚於他與L的對決。他很失望故事結尾沒有明示海砂的命運。
IGN的編輯Tom S. Pepirium認為海砂在劇中的表現是差勁且討人厭的，她指出這個角色對奇樂的愛慕就像搖尾討好人類的貴賓狗，將她與的恰恰·賓客斯相提並論，並把她與《狂歡三寶》裡的小冬做比較。他希望海砂可以是一個更嚴肅的角色，而不只是一個為愛瘋狂的大眼睛漫畫角色。
戶田惠梨香認為海砂的性格複雜且迷人，她讚賞海砂為愛付出一切，但是即使是為了讓世界變得更好、讓罪犯更少，彌海砂和夜神月所做的依然是犯罪。。